# Acontia apricella
Acontia apricella är en fjärilsart som beskrevs av Embrik Strand 1917. Acontia apricella ingår i släktet Acontia och familjen nattflyn. Inga underarter finns listade i Catalogue of Life.